# When We Are Done, Your Flesh Will Be Ours
When We Are Done, Your Flesh Will Be Ours är The Project Hate MCMXCIXs andra studioalbum, utgivet den 24 augusti 2001. Det producerades av Lord K. Philipson och Mieszko Talarczyk.

## Låtlista
1. I Smell Like Jesus... Dead! – 7:07
2. Can't Wait – 6:58
3. Hellucination – 6:48
4. Believing Is Bleeding – 4:42
5. Hell Incarnate – 7:13
6. Forsaken By the Naked Light of Day – 6:03
7. Blessed Are We to Be Lied Upon – 4:06
8. Disciples of the Apocalypse – 6:00
9. In Sickness and In Hell – 5:57
10. Dividead – 3:17

## Medverkande
The Project Hate MCMXCIX
- Lord K. Philipson – gitarr, basgitarr, programmering, keyboard, bakgrundssång
- Jörgen Sandström – sång
- Mia Ståhl – sång

Bidragande musiker
- Mr. Petter S. Freed – sologitarr
- Mr. Morgan Lundin – bakgrundssång

Produktion
- Mr. Mieszko A. Talarczyk – musikproducent, ljudtekniker, ljudmix
- Mr. Kenth Philipson – musikproducent
- Jörgen Sandström – sångarrangemang
- Mia Ståhl – sångarrangemang
- Peter In de Betou – mastering
- Mr. Eerichzohn – foto, omslagsdesign